# Губкин, Павлин Николаевич
Павлин Николаевич Губкин — советский государственный и политический деятель.

## Биография
Родился в 1903 году в селе Никольском в Архангельской губернии. Член ВКП(б) с 1921 года.
В 1931 году окончил Ленинградский политехнический институт (инженер-металлург).
С 1921 года — на общественной и политической работе. В 1921—1954 гг. — секретарь волостного, уездного и губернского комитетов ВЛКСМ, ответственный редактор губернской газеты «Советская мысль», заместитель начальника, начальник металлургического цеха Златоустовского металлургического завода, директор Златоустовского, Макеевского, Енакиевского металлургических заводов, начальник отдела Главного трофейного управления Наркомата обороны СССР, директор Енакиевского металлургического завода, главный инженер Ашинского металлургического завода, первый секретарь Миньярского райкома ВКП(б), второй, первый секретарь Магнитогорского горкома партии.
Избирался депутатом Верховного Совета РСФСР 3-го созыва.